# سیارک ۸۳۷۱
سیارک ۸۳۷۱ (به انگلیسی: 8371 Goven، نامگذاری:1991TJ14) هشت هزار و سیصد و هفتاد و یکمین سیارک کشف شده‌است که در ۲ اکتبر ۱۹۹۱ کشف شد.
قدر مطلق سیارک برابر ۱۳٫۸۰ است.